# آمیناتا فورنا
آمیناتا فورنا (انگلیسی: Aminatta Forna؛ زادهٔ ۱۹۶۴) یک نویسنده و رمان‌نویس اهل بریتانیا است.

## زندگی
آمیناتا فورنا در گلاسگو اسکاتلند به دنیا آمده است اما در سیرالئون بزرگ شده است.

## آثار
از آثار او می‌توان به «خاطرات عشق»، «شیطانی که روی آب می‌رقصید» و «سنگ‌های نیاکان» اشاره کرد. فورنا برای نوشتن رمان «خاطرات عشق» برندهٔ جایزه نویسندگان کامن‌ولث ۲۰۱۱ شد.